# Kristina Clonan
Kristina Clonan (Maryborough, 13 de abril de 1998) es una deportista australiana que compite en ciclismo en las modalidades de pista y ruta. Ganó dos medallas en el Campeonato Mundial de Ciclismo en Pista, en los años 2023 y 2024.

## Medallero internacional
| Campeonato Mundial | Campeonato Mundial    | Campeonato Mundial | Campeonato Mundial    |
| Año                | Lugar                 | Medalla            | Competición           |
| ------------------ | --------------------- | ------------------ | --------------------- |
| 2023               | Glasgow (Reino Unido) | Medalla de plata   | 500 m contrarreloj    |
| 2024               | Ballerup (Dinamarca)  | Medalla de bronce  | Velocidad por equipos |